# Kanton Montbéliard-Ouest
Montbéliard-Ouest is een voormalig kanton van het Franse departement Doubs. Het kanton maakte deel uit van het arrondissement Montbéliard. Het werd opgeheven bij decreet van 25 februari 2014 met uitwerking op 22 maart 2015.

## Gemeenten
Het kanton Montbéliard-Ouest omvatte de volgende gemeenten:
- Aibre
- Allondans
- Bart
- Bavans
- Beutal
- Bretigney
- Désandans
- Dung
- Échenans
- Issans
- Laire
- Le Vernoy
- Lougres
- Présentevillers
- Raynans
- Saint-Julien-lès-Montbéliard
- Sainte-Marie
- Sainte-Suzanne
- Semondans

De hoofdplaats van het kanton is Montbéliard.